# Светско првенство у фудбалу 1970.
Светско првенство у фудбалу 1970. је девето по реду светско првенство. Одржано је у Мексику од 31. маја до 21. јуна. Одлука о домаћинству првенства је донета у октобру 1964. на седници ФИФЕ. Титулу шампиона је освојила репрезентација Бразила, која је у финалу победила Италију са резултатом 4:1. Ово је Бразилу била трећа титула светског првака.
Бразил предвођен Пелеом, коме је ово било четврто светско првенство, Карлос Албертом, Клодоалдом, Жерсоном, Жаирзињом, Ривелињом и Тостаом, се сматрао најбољим нападачким тимом свих времена. После тешких и грубих утакмица на претходна два првенства ово првенство је најавило повратак лепршавог и нападачког фудбала и сматра се једним од најлепших у историји светских првенстава.

## Квалификације
На квалификациони турнир се пријавило 75 земаља. Од земаља које нису успеле да прођу квалификације, а очекивало се, издвајају се Француска, Португал, Аргентина, Мађарска и Шпанија. Мароко је постао прва афричка нација која је стигла на финални турнир од после Другог светског рата. Једина Афричка репрезентација која је била пре Марока на завршници светског првенства је била репрезентација Египта 1934. године.
| Прво место Друго место Треће место | Четврто место Од 5. до 8. места Од 9. до 16. места |

## Завршница

### Први круг
Светско фудбалско првенство одржаном у Мексику је било прво које се преносило преко телевизије у колору. Да би одговарале европском делу гледалишта неке утакмице су почињале у подне, што је било доста неповољно за играче због високих температура које владају у Мексику.
Формат такмичења је остао исти као и на претходном првенству одржаном 1966. године у Енглеској.
Шеснаест тимова се квалификовало за завршницу, који су били подељени у четири групе од по четири тима. Није било носилаца групе већ су организатори направили поделу по географској основи, чије се извлачење обавило 10. јануара 1970. у Мексико Ситију.. Прва два тима из сваке групе су се квалификовала за даље такмичење, у четвртфинале. Први пут су се тимови који су имали исти број бодова аутоматски рангирали по гол разлици, а у случају истог скора, прелазило са на извлачење жребом који би тим ишао даље.
У четвртфиналу и полуфиналу ако би се утакмице завршавале нерешеним резултатом и после продужетака, судија утакмице би из шешира извлачио име тима које би ишло у следећи круг.

#### Прва и друга група
У првој групи домаћин Мексико и фаворит групе СССР су међусобно одиграли нерешено 0:0, и победили своје противнике Салвадор и Белгију и тако заузели прве две позиције које су омогућавале пролаз у четвртфинале .
У другој групи је постигнуто укупно 6 голова у 6 утакмица. Владајући шампион јужне Америке, репрезентација Уругваја и владајући шампион Европе, репрезентација Италије су заузели прва два места у групи. Репрезентације Шведске и изненађења квалификација Израела су морале да се врате кућама.

#### Трећа и четврта група
У трећој групи је била прва назнака класика овог турнира је била поновљена утакмица из финала светског првенства из 1962. године одржаног у Чилеу. Састали су се Бразил и Чехословачка. Чехословаци су први повели али су се бразилци, предвођени Пелеом, успешно опоравили и привели крају утакмицу са сигурних 4:1.
Судар Шампиона је био између владајућег светског првака Енглеске из 1966. и претходног светског првака из 1962. године. Бразила. Утакмица је била препуна узбудљивих момената. Један од таквих је био промашај Пелеа, када је из близине шутирао на гол голмана енглеске репрезентације Бенкса. Бенкс је фантастично реаговао на Пелеов шут и успео некако да избије лопту изван вратница свога гола. На крају ипак је утакмицу одлучио један једини гол, и то гол Жаирзиња. Следећа утакмица Бразила је била доста тесна. Против Румуније су победили са блиских 3:2. Енглеска се придружила Бразилу у четвртфинале победивши Румунију и Чехословачку идентичним резултатом са по 1:0.
У четвртој групи западна Немачка је сигурно са три победе стала на чело квалификационе групе, док је Перу са својим нападачким стилом игре изненадио фудбалски свет. Перу је победио фаворите репрезентацију Бугарске са 3:2, иако је на полувремену губио са 2:0 и сигурном игром победио репрезентацију Марока са 3:0, тако да се придружио репрезентацији западне Немачке у четвртфиналну фазу такмичења.

## Други круг

### Четвртфиналне утакмице
У четвртфиналу је Италија против Мексика губила са 1:0 али је успела да се поврати и победи са 4:1, са аутоголом Густаве Пење, два гола Луиђи Риве и голом Ђани Ривере. Перу није имао среће и поред изванредног нападачког фудбала који су приказали у четвртфиналу је наишао на моћни и расположени Бразил и изгубили су са 4:2.
Утакмица између Уругваја и Совјетског Савеза је била без голова све до пет минута пре краја продужетака, када је Уругвајац Виктор Еспараго постигао гол и увео Уругвај у полуфинале.
Последња четвртфинална утакмица је била римеч финала претходног светск0г првенства. Састале су се репрезентације Енглеске и Западне Немачке. Енглеска је била ослабљена за голмана Гордона Бенкса који се разболео и на гол је стао резервни голман Питер Бонети. У почетку је изгледало да то и неће толико утицати на коначан резултат. Енглези су до раног почетка другог полувремена водили са 2:0, све док Бекенбауер у 68 минуту није смањио на 2:1. Стиснути, Енглези су направили тактичку измену и извели једног од својих најбољих фудбалера Боби Чарлтона. Тада је ниво игре Енглеза још више опао и после нове грешке енглеског голмана осам минута пре краја утакмице, Немци су голом Уве Зелера изједначили на 2:2. У продужецима Немци су преко Герд Милера обезбедили победу од 3:2 и пласман у полуфинале.

### Полуфиналне утакмице
У полуфиналним утакмицама су се састали четири репрезентације које су све претходно освајале титуле светског шампиона: Бразил против Уругвај и Италија против Западне Немачке.
У јужноамеричком полуфиналу Бразил је елиминисао Уругвај, иако је у деветнаестом минуту Уругвај повео са 1:0. Ипак овај нападачки тим Бразила је био сувише јак за Уругвај и Бразил је головима Клодоалда, Жаирзиња и Ривелиња обезбедио себи место у финалу светског првенства.
Друга утакмица, Европско полуфинале се сматра једним од најбољих утакмица светских првенстава, Утакмица столећа, Game of the Century у свету, Partita del Secolo у Италији и Jahrhundertspiel у Немачкој. Италија је у осмом минуту повела голом Бонинсега са 1:0. Остатак утакмице је био пресинг Немаца на гол Албертозија. Пред сам судијски звиждук који би обележио крај утакмице и победу Италије, немачки центархалф Карл Хајнц Шнелингер је постигао изједначујући погодак и одвео утакмицу у продужетке. У продужецима, у 94 минуту голом Герд Милера Немци су повели са 2:1. Бургнич у 98 минуту изједначује на 2:2. У 104 минуту Рива доводи италијане поново у вођство са 3:2. Радост није дуго трајала, у 110 минуту Немци голом Герда Милера поравнавају резултат на 3:3. Минут касније Ривера поставља коначан резултат утакмице од 4:3 за Италију и обезбеђује место у финалу са Бразилом.

### Утакмица за треће место
У утакмици за треће место Немци су голом Оверата у 26 минути победили Уругвај 1:0 и освојили треће место.

### Финале
У финалној утакмици где су се састале репрезентације Бразила и Италије, Бразил је већ у осамнаестој минути дошао у вођство голом Пелеа на додавање Ривелиња. Бонинсења је изједначио у 37 минуту после грешке бразилске одбране. То је отприлике било све што је Италија показала, после овог гола на терену је постојао само један тим, Бразил.
У 66 минуту Жерсон је својим голом отворио катанаћо и Бразил је повео са 2:1. Пет минута касније Жерсон је отпочео акцију, додавањем лопте Пелеу који је главом спустио лопту на ноге Жаирзињу, који незадрживим ударцем повећава вођство Бразилаца на 3:1. Своју изванредну игру Пеле је крунисао акцијом из које је постигнут четврти гол за Бразил. Пеле је примио лопту и одвукао скоро читаву италијанску одбрану за собом према центру, у међувремену је приметио слободног Карлоса Алберта, додао му је лопту и овоме није било тешко да постави коначан резултат утакмице 4:1 за Бразил.
Овај гол Крлоса Алберта се сматра једним од најлепших голова у историји светских првенстава.
Пре постизавања гола чак осам играча Бразила је дотакло и додало даље лопту. Играчи који су изградили акцију да би Карлос Алберто постигао гол су били редом: Тостао, Брито, Клодоалдо, Пеле, Жерсон, па опет Клодоалдо који је предриблао четири италијанска играча на својој половини пре него што је додао Ривелињу, који је дугим пасом на крило, додао лопту Жаирзињу. Жаирзињо је лопту продужио до шеснаестерца, где је био Пеле који је милиметарском пасом пронашао Карлоса Алберта који је успешно завршио ову дугу акцију прелепим голом. једини играчи који нису у овој акцији додирнули лопту су били Евералдо и Пиаза.
Прва једанаесторка бразилског тима на овој утакмици су били: 
1. Феликс (голман)
2. Брито
3. Пјаца
4. Карлос Алберто
5. Клодоалдо
6. Жаирзињо
7. Жерсон
8. Тостао
9. Пеле
10. Ривелињо

16. Евералдо
Бразил је ово светско првенство освојио постигавши 19 голова, седам играча је учествовало у постизавању ових једанаест голова а такође и у постизавању четвртог гола Карлоса Алберта на финалној утакмици.
У квалификацијама Бразил је играо квалификационе утакмице против Колумбије, Венецуеле и Парагваја. У шест квалификационих утакмица Бразил је остварио шест победа, постигао 23 гола а примио само 2. На последњој квалификационој утакмици против Парагваја, на Маракани се окупило 183.341 гледалаца. У целокупној кампањи светског првенства, квалификације и завршница у Мексику, Бразил је одиграо 12 утакмица, остварио 12 победа, постигао 42 гола и примио само 8. Ово је била прва трипл круна (tri-campeão) у историји светских шампионата.
Са овом трећом титулом светског шампиона Бразил је добио у трајно власништво трофеј Жила Римеа. Тренер Бразила Марио Загало је први фудбалер који је освојио титулу светског шампиона као играч 1958, 1962. и као тренер 1970. а Пеле је постао једини играч са трипл круном 1958, 1962, 1970. А Жаирзињо је једини играч који је постигао голове на свакој од утакмица (6), коју је играо на овом светском првенству.

## Резултати

### Први круг

#### Група 1
| Репрезентација  | Ута | П | Н | И | ГД | ГП | ГР | Поена |
| --------------- | --- | - | - | - | -- | -- | -- | ----- |
| Совјетски Савез | 3   | 2 | 1 | 0 | 6  | 1  | +5 | 5     |
| Мексико         | 3   | 2 | 1 | 0 | 5  | 0  | +5 | 5     |
| Белгија         | 3   | 1 | 0 | 2 | 4  | 5  | -1 | 2     |
| Салвадор        | 3   | 0 | 0 | 3 | 0  | 9  | -9 | 0     |

| 31. мај 1970. 12:00 |            |                 |                                                                                 |
| Мексико             | 0 : 0      | Совјетски Савез | Мексико сити Стадион Астека Судија: Ченчер (Западна Немачка) Гледалаца: 107.000 |
|                     | (Извештај) |                 | Мексико сити Стадион Астека Судија: Ченчер (Западна Немачка) Гледалаца: 107.000 |

| 3. јун 1970. 16:00                               |            |          |                                                                            |
| Белгија                                          | 3 : 0      | Салвадор | Мексико сити Стадион Астека Судија: Радулеску (Румунија) Гледалаца: 92.000 |
| Вилфред Ван Мер 12’ 54’ · Раол Ламберт 76’ (пен) | (Извештај) |          | Мексико сити Стадион Астека Судија: Радулеску (Румунија) Гледалаца: 92.000 |

| 6. јун 1970. 16:00                                                   |            |                  |                                                                          |
| Совјетски Савез                                                      | 4 : 1      | Белгија          | Мексико сити Стадион Астека Судија: Шерер (Швајцарска) Гледалаца: 59.000 |
| Анатолиј Бишовец 14’ 63’ · Каки Асатијани 57’ · Витали Кмелницки 76’ | (Извештај) | Раол Ламберт 86’ | Мексико сити Стадион Астека Судија: Шерер (Швајцарска) Гледалаца: 59.000 |

| 7. јун 1970. 12:00                                                           |            |          |                                                                            |
| Мексико                                                                      | 4 : 0      | Салвадор | Мексико сити Стадион Астека Судија: Али Кандил (Египат) Гледалаца: 103.000 |
| Хавијер Валдивија 45’ 46’ · Хавијер Фрагосо 58’ · Хуан Игнацио Басагурен 83’ | (Извештај) |          | Мексико сити Стадион Астека Судија: Али Кандил (Египат) Гледалаца: 103.000 |

| 10. јун 1970. 16:00      |            |          |                                                                         |
| Совјетски Савез          | 2 : 0      | Салвадор | Мексико сити Стадион Астека Судија: Хормазабал (Чиле) Гледалаца: 89.000 |
| Анатолиј Бишовец 51’ 74’ | (Извештај) |          | Мексико сити Стадион Астека Судија: Хормазабал (Чиле) Гледалаца: 89.000 |

| 11. јун 1970. 16:00    |            |         |                                                                           |
| Мексико                | 1 : 0      | Белгија | Мексико сити Стадион Астека Судија: Кореза (Аргентина) Гледалаца: 105.000 |
| Густаво Пења 14’ (пен) | (Извештај) |         | Мексико сити Стадион Астека Судија: Кореза (Аргентина) Гледалаца: 105.000 |

#### Група 2
| Репрезентација | Ута | П | Н | И | ГД | ГП | ГР | Поена |
| -------------- | --- | - | - | - | -- | -- | -- | ----- |
| Италија        | 3   | 1 | 2 | 0 | 1  | 0  | +1 | 4     |
| Уругвај        | 3   | 1 | 1 | 1 | 2  | 1  | +1 | 3     |
| Шведска        | 3   | 1 | 1 | 1 | 2  | 2  | 0  | 3     |
| Израел         | 3   | 0 | 2 | 1 | 1  | 3  | -2 | 2     |

| 2. јун 1970. 16:00                |            |        |                                                                       |
| Уругвај                           | 2 : 0      | Израел | Пуебла Стадион Куахтемок Судија: Давидсон (Шкотска) Гледалаца: 20.000 |
| Илдо Манеро 23’ · Хуан Мухика 50’ | (Извештај) |        | Пуебла Стадион Куахтемок Судија: Давидсон (Шкотска) Гледалаца: 20.000 |

| 3. јун 1970. 16:00   |            |         |                                                                          |
| Италија              | 1 : 0      | Шведска | Толука Стадион Немесио Дијез Судија: Тејлор (Енглеска) Гледалаца: 14.000 |
| Анђело Доменгини 10’ | (Извештај) |         | Толука Стадион Немесио Дијез Судија: Тејлор (Енглеска) Гледалаца: 14.000 |

| 6. јун 1970. 16:00                |            |         |                                                                              |
| Уругвај                           | 0 : 0      | Италија | Пуебла Стадион Куахтемок Судија: Глекнер (Источна Немачка) Гледалаца: 30.000 |
| Илдо Манеро 23’ · Хуан Мухика 50’ | (Извештај) |         | Пуебла Стадион Куахтемок Судија: Глекнер (Источна Немачка) Гледалаца: 30.000 |

| 7. јун 1970. 12:00   |            |                 |                                                                            |
| Израел               | 1 : 1      | Шведска         | Толука Стадион Немесио Дијез Судија: Тарекегн (Етиопија) Гледалаца: 10.000 |
| Мордехај Шпиглер 56’ | (Извештај) | Том Туресон 53’ | Толука Стадион Немесио Дијез Судија: Тарекегн (Етиопија) Гледалаца: 10.000 |

| 10. јун 1970. 16:00 |            |         |                                                                   |
| Шведска             | 1 : 0      | Уругвај | Пуебла Стадион Куахтемок Судија: Ландауер (САД) Гледалаца: 18.000 |
| Ове Гран 90’        | (Извештај) |         | Пуебла Стадион Куахтемок Судија: Ландауер (САД) Гледалаца: 18.000 |

| 11. јун 1970. 16:00 |            |        |                                                                        |
| Италија             | 0 : 0      | Израел | Толука Стадион Немесио Дијез Судија: Мораес (Бразил) Гледалаца: 10.000 |
|                     | (Извештај) |        | Толука Стадион Немесио Дијез Судија: Мораес (Бразил) Гледалаца: 10.000 |

#### Група 3
| Репрезентација | Ута | П | Н | И | ГД | ГП | ГР | Поена |
| -------------- | --- | - | - | - | -- | -- | -- | ----- |
| Бразил         | 3   | 3 | 0 | 0 | 8  | 3  | +5 | 6     |
| Енглеска       | 3   | 2 | 0 | 1 | 2  | 1  | +1 | 4     |
| Румунија       | 3   | 1 | 0 | 2 | 4  | 5  | -1 | 2     |
| Чехословачка   | 3   | 0 | 0 | 3 | 2  | 7  | -5 | 0     |

| 2. јун 1970. 16:00 |            |          |                                                                        |
| Енглеска           | 1 : 0      | Румунија | Гвадалахара Стадион Халиско Судија: Лоракс (Белгија) Гледалаца: 50.560 |
| Џеф Харст 65’      | (Извештај) |          | Гвадалахара Стадион Халиско Судија: Лоракс (Белгија) Гледалаца: 50.560 |

| 3. јун 1970. 16:00                                 |            |                     |                                                                        |
| Бразил                                             | 4 : 1      | Чехословачка        | Гвадалахара Стадион Халиско Судија: Барето (Уругвај) Гледалаца: 52.897 |
| Роберто Ривелињо 24’ · Пеле 59’ · Жаирзињо 61’ 81’ | (Извештај) | Ладислав Петраш 11’ | Гвадалахара Стадион Халиско Судија: Барето (Уругвај) Гледалаца: 52.897 |

| 6. јун 1970. 16:00                               |            |                    |                                                                        |
| Румунија                                         | 2 : 1      | Чехословачка       | Гвадалахара Стадион Халиско Судија: Де Лео (Мексико) Гледалаца: 56.818 |
| Александру Нагу 52’ · Флореа Думитраке 75’ (пен) | (Извештај) | Ладислав Петраш 5’ | Гвадалахара Стадион Халиско Судија: Де Лео (Мексико) Гледалаца: 56.818 |

| 7. јун 1970. 12:00 |            |          |                                                                      |
| Бразил             | 1 : 0      | Енглеска | Гвадалахара Стадион Халиско Судија: Клајн (Израел) Гледалаца: 66.834 |
| Жаирзињо 59’       | (Извештај) |          | Гвадалахара Стадион Халиско Судија: Клајн (Израел) Гледалаца: 66.834 |

| 10. јун 1970. 16:00         |            |                                              |                                                                         |
| Бразил                      | 3 : 2      | Румунија                                     | Гвадалахара Стадион Халиско Судија: Маршал (Аустрија) Гледалаца: 50.804 |
| Пеле 19’ 67’ · Жаирзињо 22’ | (Извештај) | Флореа Думитраке 34’ · Емерих Дембровши' 84’ | Гвадалахара Стадион Халиско Судија: Маршал (Аустрија) Гледалаца: 50.804 |

| 11. јун 1970. 16:00  |            |              |                                                                         |
| Енглеска             | 1 : 0      | Чехословачка | Гвадалахара Стадион Халиско Судија: Машин (Француска) Гледалаца: 49.262 |
| Алан Кларк 50’ (пен) | (Извештај) |              | Гвадалахара Стадион Халиско Судија: Машин (Француска) Гледалаца: 49.262 |

#### Група 4
| Репрезентација  | Ута | П | Н | И | ГД | ГП | ГР | Поена |
| --------------- | --- | - | - | - | -- | -- | -- | ----- |
| Западна Немачка | 3   | 3 | 0 | 0 | 10 | 4  | +6 | 6     |
| Перу            | 3   | 2 | 0 | 1 | 7  | 5  | +2 | 4     |
| Бугарска        | 3   | 0 | 1 | 2 | 5  | 9  | -4 | 1     |
| Мароко          | 3   | 0 | 1 | 2 | 2  | 6  | -4 | 1     |

| 2. јун 1970. 16:00                                              |            |                                         |                                                                    |
| Перу                                                            | 3 : 2      | Бугарска                                | Леон Стадион Ноу Камп Судија: Сбардела (Италија) Гледалаца: 13.765 |
| Алберто Хаљардо 50’ · Хектор Чумпитаз 55’ · Теофило Кубиљас 73’ | (Извештај) | Динко Дермеџијев 13’ · Христо Бонев 49’ | Леон Стадион Ноу Камп Судија: Сбардела (Италија) Гледалаца: 13.765 |

| 3. јун 1970. 16:00             |            |                   |                                                                    |
| Западна Немачка                | 2 : 1      | Мароко            | Леон Стадион Ноу Камп Судија: Равенс (Холандија) Гледалаца: 12.942 |
| Уве Зелер 56’ · Герд Милер 78’ | (Извештај) | Мохамед Хуман 21’ | Леон Стадион Ноу Камп Судија: Равенс (Холандија) Гледалаца: 12.942 |

| 6. јун 1970. 16:00                         |            |                                         |                                                                 |
| Перу                                       | 3 : 0      | Мароко                                  | Леон Стадион Ноу Камп Судија: Бакрамов (СССР) Гледалаца: 13.537 |
| Теофило Кубиљас 65’ 75’ · Роберто Чале 67’ | (Извештај) | Динко Дермеџијев 13’ · Христо Бонев 49’ | Леон Стадион Ноу Камп Судија: Бакрамов (СССР) Гледалаца: 13.537 |

| 7. јун 1970. 12:00                                                 |            |                                         |                                                                    |
| Западна Немачка                                                    | 5 : 2      | Бугарска                                | Леон Стадион Ноу Камп Судија: Мендибил (Шпанија) Гледалаца: 12.710 |
| Рајнхард Либуда 20’ · Герд Милер 27’ 52’ (пен) 88’ · Уве Зелер 67’ | (Извештај) | Аспарух Никодинов 12’ · Тодор Колев 89’ | Леон Стадион Ноу Камп Судија: Мендибил (Шпанија) Гледалаца: 12.710 |

| 10. јун 1970. 16:00    |            |                     |                                                                    |
| Западна Немачка        | 3 : 1      | Перу                | Леон Стадион Ноу Камп Судија: Елизалде (Мексико) Гледалаца: 17.875 |
| Герд Милер 19’ 26’ 39’ | (Извештај) | Теофило Кубиљас 44’ | Леон Стадион Ноу Камп Судија: Елизалде (Мексико) Гледалаца: 17.875 |

| 11. јун 1970. 17:00 |            |                    |                                                                       |
| Мароко              | 1 : 1      | Бугарска           | Леон Стадион Ноу Камп Судија: Салдања (Португалија) Гледалаца: 12.299 |
| Маохуб Газоани 61’  | (Извештај) | Добромир Жечев 40’ | Леон Стадион Ноу Камп Судија: Салдања (Португалија) Гледалаца: 12.299 |

### Нокаут фаза
|  | Четвртфинале           | Четвртфинале           |                        |   | Полуфинале  | Полуфинале  |  |  | Финале | Финале |
|  |                        |                        |                        |   |             |             |  |  |        |        |
|  | 14. јун - Мексико сити |                        |                        |   |             |             |  |  |        |        |
|  |                        |                        |                        |   |             |             |  |  |        |        |
|  | Совјетски Савез        | 0                      |                        |   |             |             |  |  |        |        |
|  | Совјетски Савез        | 0                      | 17. јун - Гвадалахара  |   |             |             |  |  |        |        |
|  | Уругвај (про)          | 1                      |                        |   |             |             |  |  |        |        |
|  | Уругвај (про)          | 1                      | Уругвај                | 1 |             |             |  |  |        |        |
|  | 14. јун - Гвадалахара  |                        | Уругвај                | 1 |             |             |  |  |        |        |
|  |                        | Бразил                 | 3                      |   |             |             |  |  |        |        |
|  | Бразил                 | Бразил                 | 3                      | 4 |             |             |  |  |        |        |
|  | Бразил                 |                        | 21. јун - Мексико сити | 4 |             |             |  |  |        |        |
|  | Перу                   | 2                      |                        |   |             |             |  |  |        |        |
|  | Перу                   | 2                      | Бразил                 | 4 |             |             |  |  |        |        |
|  | 14. јун - Толука       |                        | Бразил                 | 4 |             |             |  |  |        |        |
|  |                        | Италија                | 1                      |   |             |             |  |  |        |        |
|  | Италија                | Италија                | 1                      | 4 |             |             |  |  |        |        |
|  | Италија                | 17. јун - Мексико сити |                        | 4 |             |             |  |  |        |        |
|  | Мексико                | 1                      |                        |   |             |             |  |  |        |        |
|  | Мексико                | 1                      | Италија (про)          | 4 |             |             |  |  |        |        |
|  | 14. јун - Леон         |                        | Италија (про)          | 4 |             |             |  |  |        |        |
|  |                        | Западна Немачка        | 3                      |   | Треће место | Треће место |  |  |        |        |
|  | Западна Немачка (про)  | Западна Немачка        | 3                      | 3 | Треће место | Треће место |  |  |        |        |
|  | Западна Немачка (про)  |                        | 20. јун - Мексико сити | 3 |             |             |  |  |        |        |
|  | Енглеска               | 2                      |                        |   |             |             |  |  |        |        |
|  | Енглеска               | 2                      | Уругвај                | 0 |             |             |  |  |        |        |
|  |                        |                        |                        |   |             |             |  |  |        |        |
|  | Западна Немачка        | 1                      |                        |   |             |             |  |  |        |        |
|  | Западна Немачка        | 1                      |                        |   |             |             |  |  |        |        |

#### Четвртфинале
| 14. јун 1970. 12:00                                    |               |                                     |                                                                    |
| Западна Немачка                                        | 3 : 2 (прод.) | Енглеска                            | Леон Стадион Ноу Камп Судија: Кореза (Аргентина) Гледалаца: 23.357 |
| Франц Бекенбауер 68’ · Уве Зелер 76’ · Герд Милер 108’ | (Извештај)    | Алан Мулери 31’ · Мартин Питерс 49’ | Леон Стадион Ноу Камп Судија: Кореза (Аргентина) Гледалаца: 23.357 |

| 14. јун 1970. 12:00                                  |            |                                           |                                                                      |
| Бразил                                               | 4 : 2      | Перу                                      | Гвадалахара Стадион Халиско Судија: Лоро (Белгија) Гледалаца: 54.270 |
| Роберто Ривелињо 11’ · Тостао 15’ 52’ · Жаирзињо 75’ | (Извештај) | Алберто Хаљардо 28’ · Теофило Кубиљас 70’ | Гвадалахара Стадион Халиско Судија: Лоро (Белгија) Гледалаца: 54.270 |

| 14. јун 1970. 12:00                                          |            |                        |                                                                          |
| Италија                                                      | 4 : 1      | Мексико                | Гвадалахара Стадион Халиско Судија: Шерер (Швајцарска) Гледалаца: 26.851 |
| Густави Пења 25’ (аг) · Луиђи Рива 63’ 76’ · Ђани Ривера 70’ | (Извештај) | Хосе Луис Гонзалез 13’ | Гвадалахара Стадион Халиско Судија: Шерер (Швајцарска) Гледалаца: 26.851 |

| 14. јун 1970. 12:00  |               |                 |                                                                          |
| Уругвај              | 1 : 0 (прод.) | Совјетски Савез | Мексико сити Стадион Астека Судија: Равенс (Холандија) Гледалаца: 24.550 |
| Виктор Еспараго 116’ | (Извештај)    |                 | Мексико сити Стадион Астека Судија: Равенс (Холандија) Гледалаца: 24.550 |

#### Полуфинале
| 17. јун 1970. 16:00                                 |            |                  |                                                                          |
| Бразил                                              | 3 : 1      | Уругвај          | Гвадалахара Стадион Халиско Судија: Мендибил (Шпанија) Гледалаца: 51.261 |
| Клодоалдо 44’ · Жаирзињо 76’ · Роберто Ривелињо 89’ | (Извештај) | Луис Кубиљас 19’ | Гвадалахара Стадион Халиско Судија: Мендибил (Шпанија) Гледалаца: 51.261 |

| 17. јун 1970. 16:00                                                              |               |                                                |                                                                        |
| Италија                                                                          | 4 : 3 (прод.) | Западна Немачка                                | Мексико сити Стадион Астека Судија: Јамасаки (Перу) Гледалаца: 102.444 |
| Роберто Бонинсења 8’ · Тарцисио Бургнич 98’ · Луиђи Рива 104’ · Ђани Ривера 111’ | (Извештај)    | Карл Хајнц Шнелингер 90’ · Герд Милер 94’ 110’ | Мексико сити Стадион Астека Судија: Јамасаки (Перу) Гледалаца: 102.444 |

#### Утакмица за треће место
| 20. јун 1970. 16:00 |            |         |                                                                           |
| Западна Немачка     | 1 : 0      | Уругвај | Мексико сити Стадион Астека Судија: Сбардела (Италија) Гледалаца: 104.403 |
| Волфганг Оверат 26’ | (Извештај) |         | Мексико сити Стадион Астека Судија: Сбардела (Италија) Гледалаца: 104.403 |

#### Финале
| 21. јун 1970. 12:00                                             |            |                       |                                                                                  |
| Бразил                                                          | 4 : 1      | Италија               | Мексико сити Стадион Астека Судија: Глекнер (Источна Немачка) Гледалаца: 107.412 |
| Пеле 18’ · Жерсон 66’ · Жаирзињо 71’ · Карлос Алберто Торес 86’ | (Извештај) | Роберто Бонинсења 37’ | Мексико сити Стадион Астека Судија: Глекнер (Источна Немачка) Гледалаца: 107.412 |

## Награде
| Победник Светског првенства 1970.   |
| ----------------------------------- |
| Репрезентација Бразила Трећа титула |

| Златна копачка:        |
| ---------------------- |
| Герд Милер (10 голова) |

## Стрелци
| 10 голова - Герд Милер 7 голова - Жаирзињо 5 голова - Теофило Кубиљас 4 гола - Пеле - Анатолиј Бишовец 3 гола - Роберто Ривелињо - Уве Зелер - Луиђи Рива 2 гола - Раол Ламберт - Вилфред Ван Мор - Тостао - Ладислав Петраш - Роберто Бонинсења - Ђани Ривера - Хавијер Валдивија - Алберто Гаљардо - Флореа Думитраке | 1 гол - Карлос Алберто Торес - Клодоалдо - Жерсон - Христо Бонев - Динко Дерменџијев - Тодор Колев - Аспарух Никодимов - Добромир Жечев - Алан Кларк - Геоф Хурст - Алан Мулери - Мартин Петерс - Франц Бекенбауер - Рајнхард Либуда - Волфганг Оверат - Карл Хајнц Шнелингер - Мордеча Шпиглер - Тарцисио Бургнич - Анђело Доменгини | - Маухуб Газуани - Мухамед Хуман - Хуан Игнацио Басагурен - Хавијер Фрагосо - Хосе Луис Гонзалез - Густаво Пења - Роберто Чале - Хектор Чумпитаз - Емерих Дембровши - Александру Наги - Каки Асатијани - Витали Кмелницки - Ове Гран - Том Туресон - Луис Кубиља - Виктор Еспараго - Илдо Манеиро - Хуан Мужика Ауто гол - Густаво Пења (за Италију) |